# Upucerthia
Upucerthia (aardkruipers) is een geslacht van zangvogels uit de familie ovenvogels (Furnariidae).

## Soorten
De volgende soorten zijn bij het geslacht ingedeeld:
- Upucerthia albigula Hellmayr, 1932 – Witkeelaardkruiper
- Upucerthia dumetaria Geoffroy Saint-Hilaire, 1832 – Schubkeelaardkruiper
- Upucerthia saturatior Scott, 1900  – Patagonische bosaardkruiper
- Upucerthia validirostris (Burmeister, 1861) – Bruinborstaardkruiper